# Burgstall Buchklingen
Der Burgstall Buchklingen ist eine abgegangene spätmittelalterliche Wasserburg vom Typus einer Turmburg in Buchklingen, einem heutigen Gemeindeteil des Marktes Emskirchen im Landkreis Neustadt an der Aisch-Bad Windsheim in Bayern.

## Geschichte
Mit der 1486 erwähnten Burg wurde Michael von Seckendorff aus der Linie Rinhofen auf Jochsberg 1494 belehnt. 1501 wurde die Burg wegen anhaltender Raubzüge und Geiselnahmen niedergebrannt. Vorausgegangen waren Raubzüge der Seckendorffer gegen die Nürnberger „Pfeffersäcke“. Eine Zerstörung der Burg im Zuge des Bauernkrieges und ein Wiederaufbau kann als wahrscheinlich angenommen werden. 1569 kam die Burg an die Familie von Burgmilchling, die ihren Stammsitz auf Burg Hochmilchling im nahen Wilhermsdorf hatte. Als weitere Besitzer wurden 1579 Veit von Giech zu Scheßlitz und 1582 die Herren von Oedenberg genannt. Um 1600 fanden umfangreiche Reparaturarbeiten an der Burg statt. Danach wurden als weitere Besitzer der Burg 1668 die Grafen von Hohenlohe und 1796 die Freiherren von Wurster genannt. Um 1820 wurde die Burg abgebrochen und als Steinbruch genutzt. Von 1981 bis 1983 wurde der versumpfte Wassergraben gereinigt und trockengelegt und das verbliebene Mauerwerk gesichert.
Die Burgstelle hat noch einen gut erhaltenen Mauerzug, ein vom ehemaligen Wassergraben aus sichtbares Gewölbe und zwei Eingänge zu Gewölben.